# Estados Unidos de Europa

La Unión Europea (UE) con respecto al mundo.

Los Estados Unidos de Europa (a veces abreviado como U.S.E o USE, en alemán: Bundesrepublik Europa o Vereinigte Staaten von Europa, en francés: États-Unis d'Europe, en inglés: United States of Europe) es el nombre dado por diversos federalistas europeos a lo largo de la historia para la posible unificación de Europa como una federación soberana de Estados similar a los Estados Unidos de América. También la posibilidad de convertir a la actual Unión Europea en un Estado federal europeo. A una versión alternativa de unificación mediante una confederación de estados soberanos se le ha dado el nombre de Europa Unida o Europa Federal, que fue el nombre propuesto por Valéry Giscard d'Estaing para el Tratado de Roma de 2004, argumentando que ello reforzaría el significado de unida.
El término "Estados Unidos de Europa" identifica habitualmente una federación. Propugna un sistema federal de gobierno similar al de los Estados Unidos de América donde algunos poderes de gobierno de los Estados son traspasados a una autoridad central de gobernación, respetando el principio de subsidiariedad. El punto de vista alternativo de la unificación europea ha sido el presionar por una Unión Europea como una confederación política, comercial, financiera, judicial, social y cultural.

## Origen del nombre y antecedentes
El término “Estados Unidos de Europa” fue usado en reiteradas ocasiones por Víctor Hugo, incluido en un discurso en el Congreso Internacional de la Paz que tuvo lugar en París en 1849 y después en la Asamblea Nacional Francesa el 1 de marzo de 1871.
Se han desarrollado varias versiones del concepto a lo largo de los siglos, muchas de las cuales son mutuamente incompatibles (inclusión o exclusión del Reino Unido, unión religiosa o laica, etc.). Algunas propuestas incluyen aquellas del Rey Jorge de Podebrady de Bohemia en 1464; el duque de Sully de Francia en el siglo XVII o el plan de William Penn, cuáquero fundador de Pensilvania, para el establecimiento de una "Dieta Europea, Parlamento o Estados".
George Washington escribió al marqués de La Fayette: "Un día, sobre el modelo de los Estados Unidos de América, llegarán a existir los Estados Unidos de Europa".

## Historia
El nacionalismo europeo nace con la idea de Víctor Hugo de los Estados Unidos de Europa. Obviada esta idea por los contemporáneos de Víctor Hugo, alcanzó su clímax en los años 20, sobre todo en septiembre de 1929, cuando el presidente de Francia, Aristide Briand hizo un discurso en el que decía que Europa ha de avanzar hacia un modelo federal.
Sin embargo, el nacionalismo europeo se vio truncado por el ascenso de Hitler y la Segunda Guerra Mundial. Tal guerra hizo que Europa dejara de ser el centro del mundo, pasando a los Estados Unidos de América.

## Federalismo europeo
El federalismo europeo es un movimiento político y social que aboga por una estrecha coordinación entre los países europeos compartiendo sus soberanías nacionales y persiguiendo la creación de un Estado paneuropeo de modelo federal. Va ligado con el nacionalismo europeo y el paneuropeísmo. El federalismo europeo, en su forma moderna, empezó a gestarse a finales del siglo XIX, tomando fuerza hasta los años 1920, y después tuvo un período de decadencia (Gran Depresión y Segunda Guerra Mundial).
En septiembre de 1929, el presidente de Francia, Aristide Briand, hizo un discurso en el que afirmaba que Europa había de avanzar hacia un modelo federal. En 1941, mientras se encontraban presos en la isla de de Ventotene por su oposición al régimen de Benito Mussolini, los políticos Altiero Spinelli y Ernesto Rossi, junto con el filósofo Eugenio Colorni, redactaron el Manifiesto de Ventotene «por una Europa libre y unida», que sentaría las bases para la fundación en 1946 de la Unión de Federalistas Europeos.

## Personalidades que han empleado el término “Estados Unidos de Europa”

### Victor Hugo
¡Un día vendrá en el que las armas se os caigan de los brazos, a vosotros también! Un día vendrá en el que la guerra parecerá también absurda y será también imposible entre París y Londres, entre San Petersburgo y Berlín, entre Viena y Turín, como es imposible y parece absurda hoy entre Ruan y Amiens, entre Boston y Filadelfia. Un día vendrá en el que vosotras, Francia, Rusia, Italia, Inglaterra, Alemania, todas vosotras, naciones del continente, sin perder vuestras cualidades distintivas y vuestra gloria individual, os fundiréis estrechamente en una unidad superior y constituiréis la fraternidad europea, exactamente como Normandía, Bretaña, Borgoña, Lorena, Alsacia, todas nuestras provincias, se funden en Francia. Un día vendrá en el que no habrá más campos de batalla que los mercados que se abran al comercio y los espíritus que se abran a las ideas. - Un día vendrá en el que las balas y las bombas serán reemplazadas por los votos, por el sufragio universal de los pueblos, por el venerable arbitraje de un gran senado soberano que será en Europa lo que el parlamento en Inglaterra, lo que la dieta en Alemania, ¡lo que la Asamblea Legislativa en Francia! (Aplausos). Un día vendrá en el que se mostrará un cañón en los museos como ahora se muestra un instrumento de tortura, ¡asombrándonos de que eso haya existido! (Risas y aplausos). Un día vendrá en el que veremos estos dos grupos inmensos, los Estados Unidos de América y los Estados Unidos de Europa (Aplausos), situados en frente uno de otro, tendiéndose la mano sobre los mares, intercambiando sus productos, su comercio, su industria, sus artes, sus genios, limpiando el planeta, colonizando los desiertos, mejorando la creación bajo la mirada del Creador, y combinando juntos, para lograr el bienestar de todos, estas dos fuerzas infinitas, la fraternidad de los hombres y el poder de Dios.

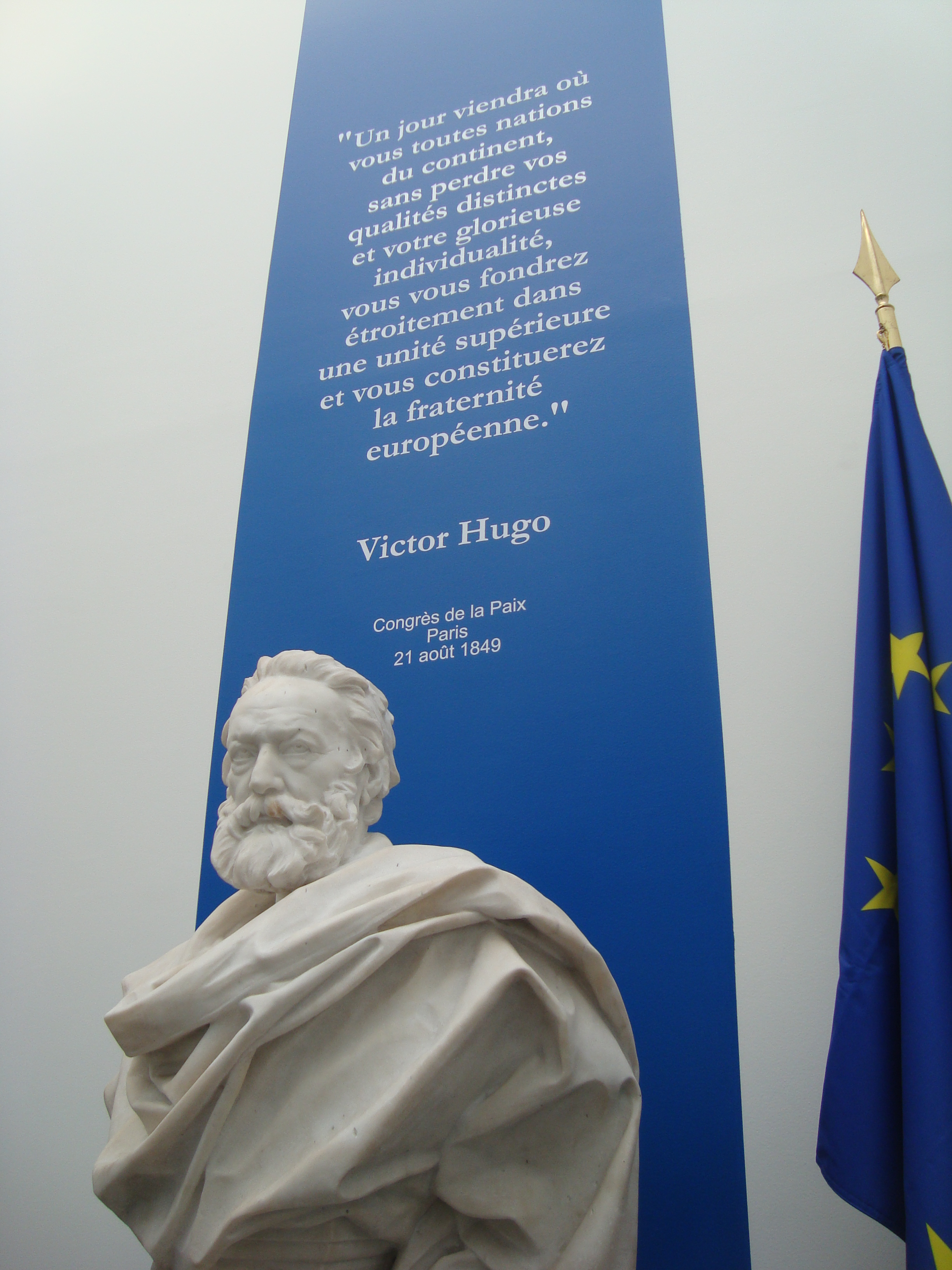
Pequeño memorial al discurso de Victor Hugo de 1849.

Como antecedente a Victor Hugo, el fundador de la Provincia de Pensilvania, William Penn, en «An Essay Towards the Present and Future Peace of Europe» (1693) se mostraba a favor de crear los Estados Unidos de Europa, una confederación de Estados soberanos con un parlamento común, la Dieta Europea, representados en proporción y con fuerzas armadas propias para imponer la paz en el Continente.
Los Estados Unidos de Europa constituyen el primer escalón de una empresa que se desea universal, teniendo como objetivo una concordia mundial entre los hombres. Esta ambiciosa o utópica aspiración es sin duda la terminación definitiva del pensamiento hugoliano. Parece llegar a su clímax con esta frase inédita:

Se llamará Europa en el siglo XX y, en los siglos siguientes, más transfigurada entonces, se llamará Humanidad.

### Winston Churchill
El término "Estados Unidos de Europa" fue utilizado por Winston Churchill en un famoso discurso pronunciado en 1946 en la Universidad de Zúrich. Este discurso es frecuentemente relacionado con el comienzo del proceso que permitió la formación de la Unión Europea.
Cuando Churchill hizo este discurso no visionó la Gran Bretaña en Europa. Creía que el
destino británico recaía en los Estados Unidos, el imperio y la
Commonwealth.

(...) Tenemos que construir una especie de Estados Unidos de Europa, y sólo de esta manera cientos de millones de trabajadores serán capaces de recuperar las sencillas alegrías y esperanzas que hacen que la vida merezca la pena. El proceso es sencillo. Todo lo que se necesita es el propósito de cientos de millones de hombres y mujeres, de hacer el bien en lugar de hacer el mal y obtener como recompensa bendiciones en lugar de maldiciones (...)

### Guy Verhofstadt
Guy Verhofstadt, primer ministro belga, escribió el libro Verenigde Staten van Europa (Estados Unidos de Europa) en el que afirmaba, según los resultados de una encuesta del Eurobarómetro, que el ciudadano medio europeo quería más Europa. El libro fue presentado en noviembre de 2005, tras los resultados negativos del Referéndum de la Constitución Europea en Francia y los Países Bajos.
Verhofstadt piensa que se podría crear una Europa federal entre aquellos países que así lo desean. Es decir, crear un núcleo federal que existiría dentro de la actual Unión Europea. Para la creación de esta unión política, se muestra partidario de seguir el ejemplo americano en la Convención de Filadelfia de 1787. aunque no considera que los Estados Unidos de Europa hayan de ser una copia de los Estados Unidos de América. A la vez, se muestra partidario de que parte de los impuestos sean recaudados por Europa y que se cree un ejército europeo

### Pasqual Maragall
También el político español Pasqual Maragall, expresidente de la Generalidad de Cataluña y ahora involucrado en la creación del Partido Demócrata Europeo, se ha declarado a favor de una Europa unida políticamente, aunque no la ha nombrado Estados Unidos de Europa. Maragall considera a Europa una gran patria, diciendo:

El federalismo ha sido y es desde hace un siglo la única solución a los problemas de formato político en España y en Europa. (...) Ahora toca Europa. Es nuestra nueva gran patria. Los italianos lo han visto los primeros. Tanto los políticos como los empresarios (...) Y nosotros tenemos que acompañarlos. Confío en que Prodi y Zapatero, no sin dificultades, lo conseguirán por este camino. (...) Tenemos que estar dispuestos a ayudar al avance en estos procesos. Personalmente, acompañaré, y no en solitario, el intento italiano de crear el Partido Demócrata Europeo (PDE) (...) Insisto, ahora toca Europa. Por esta razón, estuve en Roma hace seis meses en el nacimiento del PDE...

## Unión Europea
La Conferencia sobre el Futuro de Europa fue un foro de debate y reflexión celebrado entre 2021 y 2022 donde la ciudadanía europea y diversas organizaciones no gubernamentales (ONG) aportaron ideas y opiniones sobre el porvenir institucional de la Unión Europea (UE). Se trató de una iniciativa conjunta del Parlamento Europeo, el Consejo de la Unión y la Comisión Europea, que han dado seguimiento —en sus respectivos ámbitos de competencia— a las recomendaciones formuladas durante el proceso. La Conferencia alcanzó unas conclusiones y aportó sus orientaciones en mayo de 2022.
En 2020, la idea de Emmanuel Macron para una “Conferencia de Reforma” fue adoptada por la Comisión y el Parlamento Europeo. Aunque inicialmente la conferencia debía comenzar ese año, su puesta en marcha fue aplazada como resultado de la pandemia de COVID-19, por lo que su inauguración en Estrasburgo, tuvo lugar el 9 de mayo de 2021. Adicionalmente, un impulso determinante llegó a finales de ese año cuando el gobierno Scholz de Alemania afirmó que se basaría en la conferencia como punto de partida para reformar la UE. Según esta iniciativa, la conferencia debería conducir a un proceso constitucional y, en última instancia, a un Estado federal europeo.

El Consejo Europeo abordará las reformas internas en sus próximas reuniones con vistas a adoptar, a más tardar en el verano de 2024, unas conclusiones sobre una hoja de ruta de los futuros trabajos.
Comunicado de prensa de diciembre de 2023.